# SMAP 001
Albums de SMAP
SMAP 002
(1992)
Singles
1. Can't Stop!! -LOVING-
Sortie : 9 septembre 1991

SMAP 001 est le premier album studio du groupe masculin japonais SMAP.

## Détails de l'album
L'opus sort le 1er janvier 1992 sous le label Victor Entertainment et atteint la 14e place du classement des ventes de l'oricon. Il est actuellement l'album du groupe qui s'est le moins bien vendu.
L'album est produit par plusieurs producteurs japonais comme Johnny Kitagawa (fondateur de la Johnny & Associates dont le SMAP en fait partie) mais aussi américain comme Joey Carbone.
L'album comprend le premier single du groupe Can't Stop!! -LOVING- sorti quatre mois auparavant ainsi que la chanson face B KISS OF FIRE du deuxième single non inclus dans l'album, Seigi no Mikata wa Ate ni Naranai, sorti en décembre 1991.

## Formation
- Masahiro Nakai : leader ; chœurs
- Takuya Kimura : chant principal
- Katsuyuki Mori : chant principal
- Tsuyoshi Kusanagi : chœurs
- Goro Inagaki : chœurs
- Shingo Katori : chœurs

## Liste des titres
| CD    | CD                                   | CD                                          | CD    | CD | CD | CD | CD | CD | CD |
| No    | Titre                                | Musique / Arrangement                       | Durée |    |    |    |    |    |    |
| ----- | ------------------------------------ | ------------------------------------------- | ----- | -- | -- | -- | -- | -- | -- |
| 1.    | Can't Stop!! -LOVING-                | Jimmy Johnson, Motoki Funayama              | 5:24  |    |    |    |    |    |    |
| 2.    | Run! Run! Run!                       | Makoto Matsushita                           | 4:52  |    |    |    |    |    |    |
| 3.    | Subway Kids                          | Masatoshi Nozaki                            | 3:34  |    |    |    |    |    |    |
| 4.    | Shake U Up                           | Joey Carbone, Mike Tavera, Nobuyuki Shimizu | 4:26  |    |    |    |    |    |    |
| 5.    | KISS OF FIRE                         | Kōji Makaino, Motoki Funayama               | 4:35  |    |    |    |    |    |    |
| 6.    | Tengoku no Kakera (天国のかけら)     | Masatoshi Nozaki                            | 6:06  |    |    |    |    |    |    |
| 7.    | Angel no Himitsu (Angelの秘密)       | Yasuhiko Warita, Hiroshi Shinkawa           | 3:55  |    |    |    |    |    |    |
| 8.    | Don't Cry Baby                       | Narumitsugi Nagaoka, Makoto Matsushita      | 3:56  |    |    |    |    |    |    |
| 9.    | Stormy Town                          | Tatsuya Nishiwaki                           | 4:32  |    |    |    |    |    |    |
| 10.   | Sayonara no Koibito (さよならの恋人) | Joey Carbone, Kazuo Shiina                  | 4:46  |    |    |    |    |    |    |
| 11.   | Can't Stop!! -LOVING- BONUS TRACK    |                                             | 3:51  |    |    |    |    |    |    |
| 47:17 |                                      |                                             |       |    |    |    |    |    |    |